# 于佳乡
于佳乡，是中华人民共和国四川省自贡市荣县曾经下辖的一个乡。2019年9月撤销，其所属行政区域划归双古镇管辖。

## 行政区划
于佳乡撤销前下辖以下地区：
于佳场社区、楠木村、瓦窑村、长林村、毛桥村、上坝村和童家河村。